# Шеннон Міллер
Шеннон Міллер  (англ. Shannon Miller, 10 березня 1977) — американська гімнастка, олімпійська чемпіонка.

## Виступи на Олімпіадах
| Олімпіада      | Дисципліна        | Місце             |
| -------------- | ----------------- | ----------------- |
| Барселона 1992 | абсолютний залік  | 2                 |
| Барселона 1992 | командний залік   | 3                 |
| Барселона 1992 | вільні врави      | 3T                |
| Барселона 1992 | опорний стрибок   | 6                 |
| Барселона 1992 | різновисокі бруси | 3                 |
| Барселона 1992 | колода            | 2T                |
| Атланта 1996   | абсолютний залік  | 8                 |
| Атланта 1996   | командний залік   | 1                 |
| Атланта 1996   | вільні врави      | 18 (кваліфікація) |
| Атланта 1996   | опорний стрибок   | 8                 |
| Атланта 1996   | різновисокі бруси | 9T (кваліфікація) |
| Атланта 1996   | колода            | 1                 |